# سیدنی مورایس
سیدنی مورایس (به پرتغالی: Sidney Moraes de Almeida Júnior) هافبک اهل برزیل است که در شهر Ituiutaba و در تاریخ ۳ مارس ۱۹۷۷ به دنیا آمده‌است.
سیدنی مورایس در تیم‌های فوتبال سائوپائولو سابقهٔ حضور دارد.